# ケヴィン・キルバーン
ケヴィン・キルバーン（Kevin Kilbane, 1977年2月1日 - ）は、元サッカー選手。ポジションはミッドフィールダー（左サイドハーフ、セントラルミッドフィールダー）、左サイドバック。
イギリス出身だが、アイルランド代表としてプレイしている。代表キャップ数は110を数え、シェイ・ギヴン、ロビー・キーンに次ぐ三番目に多い。

## 来歴

### クラブ
プレストンで生まれたキルバーンは、彼の地元クラブのプレストン・ノースエンドFCのユースチームで育った後、同クラブでデビューした。1997年に100万ポンドでウェスト・ブロムウィッチ・アルビオンFCに移籍した。ウェスト・ブロムウィッチ・アルビオンFC史上、移籍金が100万ポンド以上となったのは初めてのことだった。
1999年12月に、ピーター・リード率いるサンダーランドAFCに250万ポンドで移籍した。サウサンプトンFC戦でデビューし、決勝点となるケヴィン・フィリップスをアシストした。ところがこの勝利以降、チームは2000年3月まで勝利できなかったため、このスランプの期間は「キルバーンの呪い」として知られている。
2003-04シーズンの夏の移籍期限の最終日、100万ポンド以下でエヴァートンFCに移籍した。エヴァートンFCでは左サイドバック、セントラルミッドフィルダー、セカンドトップ、左ウイングといった多くのポジションをこなした。
2006年8月には、200万ポンド・3年契約でウィガン・アスレティックFCに移籍した。2007年3月15日のトッテナム・ホットスパーFC戦で移籍後の初ゴールを記録した。2004年10月以来の得点であった。
ウィガンではマイノル・フィゲロアの加入により出場機会が限られていたため、2009年1月に2年半契約でハル・シティAFCに移籍した。
2011年1月、当時フットボールリーグ1に所属していたハダースフィールド・タウンFCにシーズン終了までの期限付きで移籍した。キルバーンの加入後、チームは26試合連続無敗記録を飾った。
2011年8月に、ハルからの半年間のローン移籍でダービー・カウンティFCに移籍した。10試合に出場し1ゴールという記録だったが、半年のローン期間を全うする前の2011年12月にレンタルバックされた。
2012年7月、キルバーンはコヴェントリー・シティFCと単年契約を結んだ。8月16日には2012-13シーズンのキャプテンに任命された。10月24日のブレントフォードFC戦に途中出場した。これが12月8日に引退を表明したキルバーンの現役最後の試合となった。

### 代表
アイルランド代表では左ウィングの他、2004年からはセントラル・ミッドフィルダーもこなしていた。　

## 所属クラブ
- 1995-1997  プレストン・ノースエンドFC
- 1997-1999  ウェスト・ブロムウィッチ・アルビオンFC
- 1999-2003  サンダーランドAFC
- 2003-2006  エヴァートンFC
- 2006-2009  ウィガン・アスレティックFC
- 2009-2012  ハル・シティAFC

→ 2011  ハダースフィールド・タウンFC (Loan)
→ 2011  ダービー・カウンティFC (Loan)
- 2012  コヴェントリー・シティFC

## 代表歴

### 出場大会
- アイルランド代表
  - 2002 FIFAワールドカップ

### 試合数
- 国際Aマッチ 110試合 8得点（1997年-2011年）[2]

| アイルランド代表 | 国際Aマッチ | 国際Aマッチ |
| 年               | 出場        | 得点        |
| ---------------- | ----------- | ----------- |
| 1997             | 1           | 0           |
| 1998             | 2           | 0           |
| 1999             | 7           | 0           |
| 2000             | 10          | 1           |
| 2001             | 10          | 2           |
| 2002             | 10          | 0           |
| 2003             | 11          | 1           |
| 2004             | 8           | 0           |
| 2005             | 9           | 1           |
| 2006             | 7           | 1           |
| 2007             | 11          | 1           |
| 2008             | 6           | 0           |
| 2009             | 10          | 0           |
| 2010             | 6           | 1           |
| 2011             | 2           | 0           |
| 通算             | 110         | 8           |